# Nevado de Santa Isabel
El Santa Isabel és un petit volcà escut d'andesita situat al departament de Tolima (Colòmbia, al sud-oest del volcà Nevado del Ruiz. Té un petit dom de lava de l'Holocè al centre d'una depressió circular d'uns 10 km al sud-oest del volcà. No hi ha hagut cap erupció història. Es troba cobert per un casquet glacial d'aproximadament 7 km i forma part del Parc Nacional Natural Los Nevados.